# Culex pullus
Culex pullus är en tvåvingeart som beskrevs av Theobald 1905. Culex pullus ingår i släktet Culex och familjen stickmyggor. Inga underarter finns listade i Catalogue of Life.

## Bildgalleri

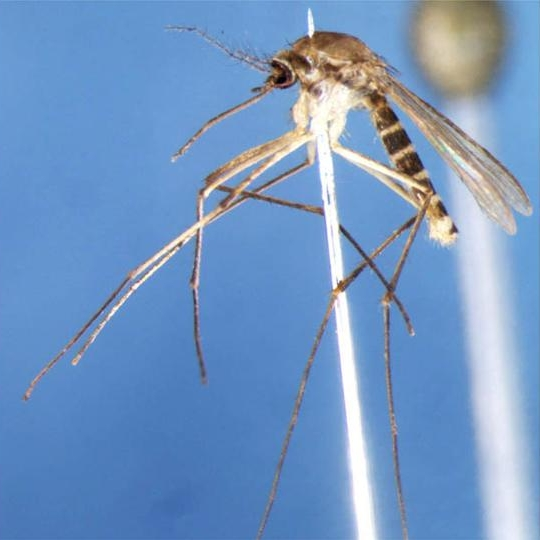